# Джексон (округ, Техас)
Шаблон:StateAbbr_ 28°56′ пн. ш. 96°35′ зх. д. / 28.94° пн. ш. 96.58° зх. д.
Округ Джексон (англ. Jackson County) — округ (графство) у штаті Техас, США. Ідентифікатор округу 48239.

## Історія
Округ утворений 1836 року.

## Демографія
За даними перепису 2000 року загальне населення округу становило 14391 осіб, зокрема міського населення було 5868, а сільського — 8523. Серед мешканців округу чоловіків було 7076, а жінок — 7315. В окрузі було 5336 домогосподарств, 3891 родин, які мешкали в 6545 будинках. Середній розмір родини становив 3,15.
Віковий розподіл населення поданий у таблиці:
| Стать    | До 15 років | 15-21 | 22-29 | 30-39 | 40-49 | 50-65 | 65-85 | Понад 85 |
| -------- | ----------- | ----- | ----- | ----- | ----- | ----- | ----- | -------- |
| Чоловіки | 1598        | 827   | 595   | 941   | 1104  | 1040  | 864   | 107      |
| Жінки    | 1550        | 726   | 650   | 933   | 1046  | 1086  | 1110  | 214      |

## Суміжні округи
- Колорадо — північ
- Вартон — північний схід
- Матагорда — південний схід
- Калгун — південь
- Вікторія — південний захід
- Лавака — північний захід

## Виноски
1. ↑  https://web.archive.org/web/20210113022617/https://publications.newberry.org/ahcbp/documents/TX_Indiviual_County_Chronologies.htm
2. ↑  U.S. Decennial Census. United States Census Bureau. Архів оригіналу за 26 квітня 2015. Процитовано 2 травня 2015.
3. ↑  Texas Almanac: Population History of Counties from 1850–2010 (PDF). Texas Almanac. Архів оригіналу (PDF) за 26 лютого 2015. Процитовано 2 травня 2015.
4. ↑  State & County QuickFacts. United States Census Bureau. Архів оригіналу за 18 жовтня 2011. Процитовано 18 грудня 2013.(англ.) Наведено за англійською вікіпедією.
5. ↑  American FactFinder. Бюро перепису населення США. Архів оригіналу за 21 травня 2008. Процитовано 31 січня 2008.

| США | Це незавершена стаття з географії США. Ви можете допомогти проєкту, виправивши або дописавши її. |